# واکنش مورای
در شیمی آلی، واکنش مورای یک واکنش آلی است که از فعال‌سازی پیوند C-H برای ایجاد یک پیوند C-C جدید بین یک آلکن ترمینال یا داخلیِ تحتِ فشار و یک ترکیب آروماتیک با استفاده از کاتالیزور روتنیم استفاده می‌کند. این واکنش به نام شینجی مورای نامگذاری شده‌است که اولین بار در سال ۱۹۹۳ این واکنش را توصیف کرد. در حالی که این واکنش اولین نمونه از فعال سازی C-H نیست، اما به دلیل کارایی و گستره کاربرد بالای آن، قابل توجه است. نمونه‌های قبلی چنین هیدروآریلاسیون‌هایی به شرایط سختی نیاز داشته و گستره کاربرد آن‌ها کم بودند.

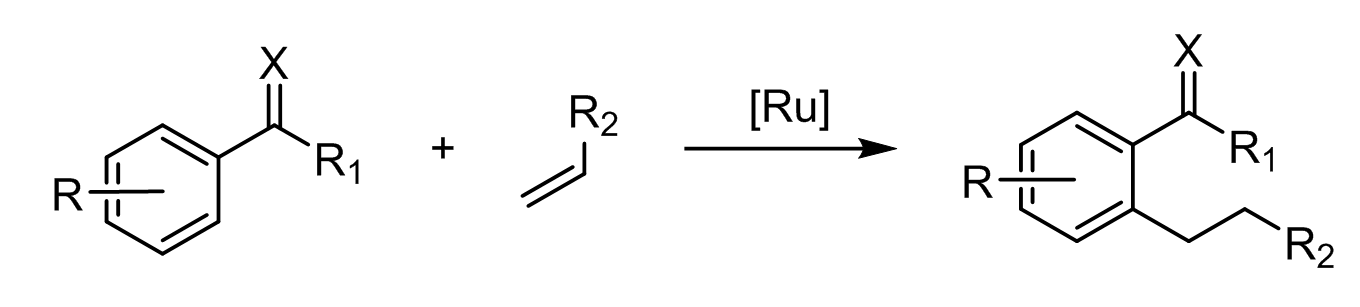
واکنش مورای؛ X = گروه هدایت‌کننده